# Урожайное (Гурьевский городской округ)
Урожайное — посёлок в Калининградской области России. Входил в состав Добринского сельского поселения в Гурьевском районе.

## История
Поселение Лайтейнен было основано в 1258 году. Со временем название населенного пункта изменилось на Летенен.
В 1946 году Летенен был переименован в поселок Урожайное.

## Население
| 2002 | 2010 |
| ---- | ---- |
| 44   | ↗78  |

В 1910 году в проживало 84 человека, в 1933 году - 96 человек, в 1939 году - 101 человек.